# Pogrom von Tripolis
Das Pogrom von Tripolis 1945 waren blutige Unruhen der Muslime gegen die jüdische Minderheit in Libyen.
Vom 5. November 1945 bis zum 7. November wurden in einem antijüdischen Pogrom in der libyschen Hauptstadt Tripolis mehr als 140 Juden getötet und eine Vielzahl mehr verletzt. Zusammen mit vorausgehenden religiös motivierten Verfolgungen und der Unterdrückung von Juden durch die pro-italienische Regierung während des Zweiten Weltkrieges wurden die Unruhen von Tripolis zu einem Wendepunkt in der Geschichte der Juden in Libyen. In den darauffolgenden Jahrzehnten wurden die meisten Juden vertrieben und die jüdische Gemeinschaft hörte auf zu existieren, da die meisten von ihnen nach Italien oder Israel flohen.

## Hintergrund
Der Antisemitismus war in Libyen, damals als Italienisch-Libyen eine Kolonie, bis in die Mitte des 20. Jahrhunderts kaum existent. In den späten 1930er Jahren begann das faschistische italienische Regime, antijüdische Gesetze zu verabschieden. In Libyen regierte zu dieser Zeit die Associazione Musulmana del Littorio (italienisch für Muslimische Vereinigung des Liktors), der libysche Zweig der italienischen Faschisten. Als ein Ergebnis dieser Gesetze wurden die Juden aus Regierungspositionen entlassen, einige wurden aus den staatlichen Schulen suspendiert, und ihre Personalausweise wurde mit den Worten „Jüdische Rasse“ markiert. Trotz dieser Repressionen waren im Jahre 1941 etwa 25 % der Bevölkerung von Tripolis jüdisch und 44 Synagogen verblieben in der Stadt. Im Jahre 1942 besetzten deutsche Truppen, die gegen die Alliierten in Nordafrika kämpften, das jüdische Viertel von Bengasi. Unter Mitwirkung der lokalen muslimischen Bevölkerung plünderten sie Geschäfte und deportierten mehr als 2000 Juden über die Wüste. Allein durch die Verschleppung in Konzentrationslager ist mehr als ein Fünftel dieser Gruppe von Juden ums Leben gekommen.
Trotz der Befreiung vom faschistischen Italien und vom nationalsozialistisch-deutschen Einfluss litten die Juden unter zahllosen Angriffen der Lokalbevölkerung. Arabische Nationalisten nahmen die Propagandabemühungen der Nationalsozialistischen Deutschen Arbeiterpartei effektiv auf, und am 2. November 1945, am Jahrestag der Balfour-Deklaration, begann eine großflächige Welle antijüdischer Aufstände in den Städten Aleppo (Syrien), Kairo (Ägypten) und am schwersten in Tripolis.

## Ablauf des Pogroms
Auch nach der Befreiung Nordafrikas durch die alliierten Truppen hielt der religiös begründete Antisemitismus in Libyen an. Es kam schließlich zu blutiger Gewalt. Vom 5. November bis zum 7. November 1945 wurden in Tripolis mehr als 140 Juden, darunter 36 Kinder, getötet und mehrere Hundert weitere in einem Pogrom verletzt. Die Aufständischen plünderten nahezu die gesamten Synagogen der Stadt aus und zerstörten fünf von ihnen komplett, gemeinsam mit hunderten Häusern, Wohnungen und Geschäften. Über 4000 Juden wurden dabei obdachlos, und 2400 weitere wurden verarmt. Fünf Synagogen in Tripolis und vier in den weiteren Provinzhauptstädten wurden zerstört, und über 1000 jüdische Residenzen und Betriebsgebäude wurden allein in Tripolis ausgeplündert.
Die britischen, amerikanischen und französischen Truppen, welche Tripolis kontrollierten, warteten Tage darauf, bis die öffentliche Ordnung wiederhergestellt wurde, wobei die Mächte gleichzeitig damit beschäftigt waren, die Juden während des Farhud-Massakers an jüdischen Einwohnern Bagdads im Irak zu beschützen. Wie im irakischen Fall, leitete das Massaker von Tripolis eine Kette von Ereignissen ein, welche die Menschen demoralisierten und in einer relativ kurzen Zeit zur Vertreibung und zur Auflösung der libysch-jüdischen Gemeinschaft führten. Die Ereignisse bewirkten den Beginn des Libysch-Jüdischen Exodus. Somit begannen die Juden, Libyen bereits drei Jahre vor der Etablierung des Staates Israel zu verlassen.

## Nachwirkungen
Während der nächsten anderthalb Jahrzehnte waren die Juden in Libyen verschiedenen Einschränkungen ausgesetzt, einschließlich Gesetzen, die ihre Erlaubnis zu reisen und umzuziehen (vor allem außerhalb des Landes), ihre Rechtslage, ihre Personalausweise und ihre Eigentumsverhältnisse regelten. Die Juden wurden diskriminiert und durch Gesetze unterdrückt. Noch mehr Gewalt brach nach dem Sechstagekrieg aus, der zum Tod von 18 Juden führte und vielen weiteren Verletzten. Die verbliebene jüdische Gemeinschaft Libyens, die noch etwa 7000 Personen umfasste, wurde anschließend fast komplett vertrieben und nach Italien evakuiert, wobei sie ihr Eigentum und ihre Häuser aufgeben mussten. Der angeblich letzten Jüdin Libyens, einer älteren Dame, wurde es schließlich nach mehreren Versuchen durch ihren erwachsenen Sohn erlaubt, das Land zu verlassen und im Jahre 2003 nach Italien auszuwandern.